# デイン・コールズ
デイン・コールズ（Dane Coles、1986年12月10日 - ）は、ニュージーランド出身のラグビーユニオン指導者、元選手。

## プロフィール
- ニュージーランド・パラパラウム出身。
- ポジションはフッカー(HO)。
- 身長 184cm、体重 108kg[1]
- U20ニュージーランド代表に選ばれたことがある[2]。
- ニュージーランド代表キャップは90で、ラグビーワールドカップ2015・ラグビーワールドカップ2019・ラグビーワールドカップ2023のニュージーランド代表に選ばれた[3][4]。

## 略歴
ウェリントン地方で生まれた。
2007年、州代表チームであるウェリントン・ライオンズ（Wellington Lions）でデビューし、2022年までに71キャップを獲得。
2009年から2023年まで、スーパーラグビーのハリケーンズに入団。優勝した2016年からはキャプテンを務める。
2012年11月、オールブラックスとして初キャップを獲得。ワールドカップ2015では主力として活躍した。ワールドカップ2023まで出場し、国代表90キャップを持つ。
2016年にはマオリ最優秀選手に選出。ワールドラグビー最優秀選手にもノミネートされた。
2023年、当初予定の引退を1年延ばし、クボタスピアーズ船橋・東京ベイに加入した。同年12月24日に行われたJAPAN RUGBY LEAGUE ONE第3節静岡ブルーレヴズ戦にて先発出場で日本での公式戦初出場を果たした。
2023年2月9日、日本の2023-24シーズン限りで現役引退することを表明した。
2024年5月、クボタスピアーズ船橋・東京ベイを退団。在籍中に10試合出場、4トライ。
2024年7月、ニュージーランド地方代表選手権（NPC）のウェリントン・ライオンズのスポットコーチに就任した。